# Voy a quedarme
A Voy a quedarme (az angol változat címe I'll Stay, magyarul: Maradok) Blas Cantó spanyol énekes dala, mellyel Spanyolországot képviseli a 2021-es Eurovíziós Dalfesztiválon Rotterdamban. A dal 2021. február 20-án, a Destino Eurovisión elnevezésű dalválasztó show keretein belül megszerzett győzelemmel érdemelte ki a dalversenyen való indulás jogát.

## Eurovíziós Dalfesztivál
2021. január 28-án vált hivatalossá, hogy az énekes eurovíziós dalát a nézők fogják eldönteni két dal közül. A Memoria és a Voy a quedarme dalok február 10-én jelentek meg, ezután kezdődött a szavazás. Február 20-án vált hivatalossá, hogy az énekesnek az utóbbi dalát választották ki a nézők a Destino Eurovisión elnevezésű dalválasztó showban, amellyel képviseli hazáját az elkövetkezendő Eurovíziós Dalfesztiválon.
Mivel Spanyolország tagja az automatikusan döntős „Öt Nagy” országának, ezért a dal az Eurovíziós Dalfesztiválon először a május 22-én rendezett döntőben versenyez, de előtte a második elődöntő zsűris főpróbáján adták elő. Fellépési sorrendben tizenharmadikként léptek fel, az Izlandot képviselő Daði og Gagnamagnið 10 Years című dala után és a Moldovát képviselő Natalia Gordienko Sugar című dala előtt. A szavazás során a zsűri szavazáson összesítésben huszonnegyedik helyen végeztek 6 ponttal, míg a nézői szavazáson az Egyesült Királysággal, Hollandiával és Németországgal holtversenyben utolsó helyen végeztek 0 ponttal, így összesítésben 6 ponttal a verseny huszonnegyedik helyezettjei lettek.